# Молчание Марии
«Молчание Марии» (латыш. Marijas klusums) — латвийско-литовский художественный фильм 2024 года, снятый режиссёром Дависом Симанисом. Картина основана на реальных событиях и рассказывает о печальной истории латвийского театра «Скатуве», почти все сотрудники которого были расстреляны в Москве в годы Большого террора. В центре повествования судьба латышской звезды немого кино Марии Лейко. Мировая премьера фильма состоялась на 74-м Берлинском кинофестивале в феврале 2024 года.

## Сюжет
Лента начинается с приезда на поезде в 1935 году в СССР известной латышской актрисы Марии Лейко. При родах умерла её взрослая дочь, мужем которой был советский дипломат. Ребёнок выжил. Мария едет повидать внучку. Она хочет забрать её с собой в независимую Латвию. При этом актриса хорошо владеет русским языком, что облегчает ей общение с советскими чиновниками и гражданами.

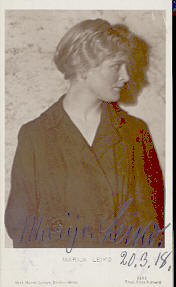
Мария Лейко

В межвоенный период Лейко выступала в различных немецких театрах и снималась в немом кино. Она стала известной в Западной Европе актрисой. Однако в 1933 году после прихода Адольфа Гитлера к власти, Мария предпочла вернуться в родную Латвию.
Оказавшись в Советском Союзе, актриса узнаёт, что удочерение внучки очень сложная процедура, которая может затянуться на много месяцев. В Москве она встречает латышских артистов, которые играют в театре «Скатуве». Основателем театра был известный рижский режиссёр Освальдс Глазниекс (Освальд Глазников). Он убеждает Марию остаться в советской столице, где она будет находиться в привилегированном положении и сможет продолжить артистическую карьеру среди соотечественников да ещё и на родном языке.
Советские власти выделяют Марии Лейо квартиру, передают ей внучку Нору и даже выделяют молодую сотрудницу в качестве няни для новорожденной. Актриса начинает работать в театре «Скатуве», где с согласия режиссёра Анны Лацис становится ведущей актрисой. Она с головой уходит в работу, глубоко погружаясь в образы своих героинь.
Мария Лейко становится вхожа в высший свет советской номенклатуры. Её приглашает на свои загульные пиршества лично глава НКВД Николай Ежов. Там актриса чувствует себя неуютно. Однако на одной из шумных вечеринок она знакомится с влиятельным советским функционером и бывшим соотечественником Яковом Петерсом. У двух немолодых людей начинается роман.
Благодаря покровительству Петерса актриса считает себя неприкасаемой. Однако вскоре по воле Иосифа Сталина в СССР начинается эпоха масштабных репрессий. Всех латышей, проживающих в Москве, подозревают в нелояльности и шпионаже. Мария Лейко становится свидетельницей ареста жителей Москвы, чья главная вина — «неправильная» национальность. Офицер НКВД строго спрашивает её, не является ли она полькой, немкой или латышкой. Актрисе удаётся отнекаться.
Вскоре волна репрессий докатилась до театра «Скатуве». Сначала по сфабрикованным обвинениям были арестованы все мужчины, работавшие в театре. Мария Лейко узнаёт, что «няня» — на самом деле приставленная к ней для слежки сотрудница НКВД. Актриса пытается найти защиту у Якова Петерса и приходит к нему на приём. Но тот сам уже в опале и ожидает скорой расправы. При разговоре присутствуют сотрудники НКВД, которые требуют от Петерса и Лейко общаться только на русском языке.
Женщины продолжают ставить спектакли и выходить на сцену. Однако через некоторое время приходит и их черёд. Арестованной оказывается и Мария Лейко. Причём допросы проводит начальник московского управления НКВД, этнический латыш Леонидс Заковскис (настоящее имя — Генрих Штубис). Так как актриса на требование оговорить своих коллег отвечает молчанием, её начинают жестоко пытать.

## Производство
Режиссёр Давис Симанис уже на этапе съёмок объяснял, что хотел провести параллели между драматическими событиями эпохи сталинcкого террора и нарастающей волной репрессий в современной России в условиях диктатуры Владимира Путина. Автор фильма рассматривает свою работу как возможность напомнить зрителям об уроках истории. Особую остроту повествованию придаёт начавшееся в феврале 2022 года полномасштабное России на территорию Украину. Лента призвана стимулировать размышления об отношениях между деятелями культуры и высшей властью в условиях тоталитаризма.
Продюсерами фильма выступили Гинтс Грубе и Инесе Бока-Грубе. Картина снималась на рижской киностудии Mistrus Media. Мировая премьера фильма состоялась на международном кинофестивале в Берлине в феврале 2024 года.

## В ролях
- Мария Лейко — Ольга Шепицка.
- Яков Петерс — Артурс Скрастиньш[латыш.]
- Освальдс Глазниекс — Вилис Даудзиньш
- Леонидс Заковскис — Гиртс Кестерис
- Анна Лацис — Инесе Кучинска-Лаукштейне
- Николай Ежов — Глеб Беликов
- Нора — Зения Скуберте-Судмале
- Мила — Даце Щербина
- Доктор — Михаил Карасиков

## Критика
Фильм встретил в целом благожелательные отзывы. Критики отметили прекрасную режиссуру и актёрскую работу. Отдельной похвалы авторов картины удостоили за честное освещение трагических событий эпохи Большого террора, когда безжалостными палачами становились в том числе и оказавшиеся сотрудниками НКВД этнические латыши, в частности Ленидс Заковскис.
- Катрин Дорксен написала на сайте kino-zeit.de, что печальный конец фильма можно было предвидеть заранее. Но режиссёру мастерски удалось «постепенно смешивать в единое целое изначально чётко разделенные сферы действительности»[5].
- Лига Пожарска рассказала на сайте cineuropa.org, что в картине много исторических отсылок к современным событиям и хорошо реализован визуальный ряд. Но в целом фильм сложно назвать новаторским[6].
- В издании Meduza Антон Долин, рассказывая о фильме «Молчание Марии», назвал Дависа Симаниса «один из самых перспективных кинорежиссёров в Латвии»[7].
- Дмитрий Ранцев в издании lsm.lv[латыш.] отметил: «Драматизм жизненных перипетий отдельно взятого человека (судя по общему подходу режиссёра, всегда помещённого в контекст „минут роковых“) на примере конкретной исторической личности — для Симаниса только повод дерзко и пристально взглянуть на механизмы экзистенциальных разломов, чтобы самим этим жестом извлечь из молчания и забытья голос этической неуспокоенности»[8].

## Награды и номинации
- Фильм «Молчание Марии» стал участником конкурсной программы Берлинского международного кинофестиваля и был удостоен Приза экуменического жюри[2].